# Atomic Bomberman
Atomic Bomberman je akční počítačová hra pro Windows. Vydala ji společnost Interplay v roce 1997.
Oficiální licenci na Atomic Bomberman měla a má však japonská firma Hudson Soft. Princip hry vychází ze svého legendárního předchůdce Bombermana (v Evropě distribuovaný pod názvem Dyna Blaster), tedy ve 2D labyrintu se pohybuje 2 až 8 legračně vypadajících postaviček trousících bomby, kterými mohou zničit buď soupeře nebo některé části bludiště a za to jim mohou být odměnou různé zlepšováky jako třeba možnost odkopnout bombu či zrychlení. Koncept je tedy jasný a jednoduchý, což i při vyšším počtu hráčů umožňuje vynikající hratelnost.
Hra má zvukový doprovod plný humoru, který oživuje hru. V Česku vyšla plná verze Atomic Bomberman jako příloha časopisu Score č. 81.

## Multiplayer
Hra přes internet je poněkud komplikovanější, protože Atomic Bomberman používá starý síťový protokol IPX.